# Bolesław Siwiec
Bolesław Siwiec (ur. 29 marca 1893 w Dolnja Tuzla, w Jugosławii, zm. 1966 w Londynie) – pułkownik saperów Wojska Polskiego.

## Życiorys
Po ukończeniu szkoły powszechnej od 1908 do 1911 uczył się w Wojskowej Szkole Kadetów – Pionierów w Hainburgu w Austrii. Po ukończeniu szkoły w 1911 został przydzielony do służby w kompanii pionierów armii austriackiej. Po wybuchu I wojny światowej w sierpniu 1914 dowodził kompanią saperów. Brał udział w walkach na froncie rosyjskim. W 1917 został ranny i przebywał na leczeniu szpitalnym. Następnie walczył na froncie albańskim, potem froncie włoskim.
Od listopada 1918 w Wojsku Polskim. Brał udział w organizowaniu Dowództwa Okręgu Generalnego Kraków, potem pełnił funkcję referenta technicznego w Szefostwie Inżynierii i Saperów Dowództwa Okręgu Generalnego Kraków. Po wybuchu wojny polsko-bolszewickiej kierownik Grupy Fortyfikacyjnej Nr 10. Kierował robotami fortyfikacyjnymi przy rozbudowie umocnień obronnych nad Wkrą. W sierpniu 1920 brał aktywny udział w walkach z bolszewikami nad Wkrą.
Od maja 1921 pełni funkcję referenta, a potem zastępcy szefa Inżynierii i Saperów w IV Inspektoracie Armii pozostając oficerem nadetatowym 5 pułku saperów. W 1922 ukończył kurs uzupełniający dla oficerów saperów. 11 września 1923 został przeniesiony z Departamentu V Inżynierii i Saperów MSWojsk. do 4 pułku saperów na stanowisko dowódcy VII batalionu saperów. 17 czerwca 1925 został przeniesiony do 6 pułku saperów na stanowisko dowódcy XII batalionu saperów. Z dniem 1 października 1925 został przeniesiony do Departamentu V Wojsk Technicznych Ministerstwa Spraw Wojskowych na stanowisko referenta. Następnie był dowódcą kompanii podchorążych saperów w Oficerskiej Szkole Inżynierii. Z dniem 13 października 1928 został przeniesiony do Departamentu Inżynierii Ministerstwa Spraw Wojskowych na stanowisko kierownika referatu wyszkolenia. Od 2 listopada 1932 był słuchaczem 6 miesięcznego kursu taktycznego dla oficerów sztabowych przy Wyższej Szkole Wojennej w Warszawie. Z dniem 1 stycznia 1934 został dowódcą 2 batalionu Saperów Kaniowskich. W 1934 kierował akcją ratowniczą w katastrofalnej powodzi na Podhalu. W latach 1936–1938 był komendantem Szkoły Podchorążych Saperów. Na tym stanowisku 14 grudnia 1938 generał brygady Mieczysław Dąbkowski wystawił mu następującą opinię: „Dobrze wyszkolony oficer, nadający się zarówno do służby w linii jak i w sztabach. Nadaje się na dowódcę pułku saperów”. Od 1938 w Dowództwie Saperów Ministerstwa Spraw Wojskowych. Od 1939 był oficerem saperów w sztabie Inspektora Armii generała dywizji Juliusza Rómmla.
W kampanii wrześniowej 1939 walczył na stanowisku zastępcy pułkownika Stefana Langnera, dowódcy saperów Armii „Łódź”. Wziął udział w obronie Warszawy. Po kapitulacji stolicy w niewoli niemieckiej. Przebywał w Oflagu VIIA w Murnau.
Pochowany na South Ealing Cemetery w Londynie. Na płycie nagrobnej napis: Pułkownik saperów Wojska Polskiego Bolesław Siwiec 1893–1964.

## Awanse
- chorąży – 1911
- podporucznik – 1913
- porucznik – 1917[10]
- kapitan – 1920 zweryfikowany ze starszeństwem z dniem 1 czerwca 1919[11]
- major – 15 sierpnia 1924[12]
- podpułkownik – 1 stycznia 1935 z 3 lokatą[13]
- pułkownik – ?

## Ordery i odznaczenia
- Krzyż Walecznych „za czyny męstwa i odwagi wykazane w bojach toczonych w latach 1918-1921” (1922)[14]
- Krzyż Walecznych „za czyny męstwa i odwagi wykazane w wojnie rozpoczętej 1 września 1939 roku” (29 września 1939)[15]
- Złoty Krzyż Zasługi (dwukrotnie: 17 marca 1930[16], 11 listopada 1934[17])
- Medal Niepodległości[18]
- Medal Pamiątkowy za Wojnę 1918–1921